# J・D・ティピット
J・D・ティピット（英: J. D. Tippit、1924年9月18日 - 1963年11月22日）は、ダラス警察で11年にわたって職務に当たったアメリカ合衆国の警察官である。1963年11月22日、アメリカ合衆国大統領ジョン・F・ケネディがダラスで暗殺されたおよそ45分後に、テキサス州ダラス近郊の住宅地オーク・クリフで銃殺された。リー・ハーヴィー・オズワルドがティピット殺人犯として逮捕され、その後ケネディ大統領の暗殺犯として再逮捕された。オズワルドは逮捕直後に両件の犯人と目されたが、どちらへの関与も否認した。オズワルドは事件から2日後にジャック・ルビーによって射殺され、オズワルドの訴追は不可能となった。

## 前半生
ティピットはテキサス州レッドリバー郡アンノーナ近郊の街で生まれた。彼は2女5男の7人きょうだいの長男で、父エドガー・リー・ティピット（1902年 - 2006年）は分益小作人の綿花農家だった。母はリジー・メイ・"メイ・バグ"・ティピット（旧姓ラッシュ、1905年 - 1990年）だった。ティピット家とラッシュ家はどちらもイングランド系で、先祖は1635年にイングランドからバージニア州に移り住んできた人々だった。ティピットのファーストネームである「J・D」は、しばしば「ジェファーソン・デイヴィス」の略称だと言われるが、実際のところこの2文字には特に意味は無いとされている。ティピットは10年生まで公立学校で学び、バプテストとして育てられ、その後もこの信仰を守った。15歳になった1939年の秋、家族はテキサス州テキサス州から6マイル (9.7 km)南西にあるベイカー・レーン (Baker Lane) へ転居したが、辺り一帯は道の舗装もされていないような場所だった。ティピットは1944年7月21日にアメリカ陸軍へ入隊し、第17空挺師団の第513空挺歩兵連隊へ配属された。1945年3月に行われたライン川渡河作戦であるヴァーシティー作戦に参加してブロンズスターメダルを与えられ、1946年6月20日まで任に当たった。

## 退役後の職歴と私生活
ティピットは1946年にディアボーン・ストーヴ・カンパニー (The Dearborn Stove Company) で働き始めた。その後レイオフされ、1948年3月から1949年9月まではシアーズ（当時の名称はシアーズ・ローバック・アンド・カンパニー）の取り付け部門で働いた。その後妻のマリーと共にテキサス州ローン・スターに移り、農場で牛の飼育に取り組んだ。
1946年12月26日にはマリー・フランシス・ガスウェイ (Marie Frances Gasway) と結婚した。夫婦の間にはチャールズ・アラン（Charles Allan、1950年 - 2014年）、ブレンダ・ケイ（Brenda Kay、1953年生まれ）、カーティス・グレン（Curtis Glenn、1958年生まれ）の3人が生まれた。
1950年1月には、テキサス州バゴタにあるアメリカ合衆国退役軍人省の職業訓練学校へ入学した。ティピットは1952年6月にこの学校を離れた。何度か農家や牧場労働者の職を繰り返した後、ティピットは警察官になることを決めた。1952年7月にはダラス警察の巡査として採用され、一家でダラスへ引っ越した。警察での職務中、勇敢な働きにより2度表彰されている。
1963年の殉職時、ティピットにはダラス警察の10号車が割り当てられ、彼のバッジは848番で、巡査としての月収は490ドル（2023年時点の$4,877と同等）だった。彼は他にもふたつのパート職を掛け持っており、金曜と土曜の夜にはオースティンのバーベキューレストランで、日曜日にはスティーヴンス・パーク・シアター (The Stevens Park Theatre) で働いていた。

## 殉職とその後の捜査
1963年11月22日、ティピットはいつものパトロールエリアである78番地、ダラス近郊のオーク・クリフ南部にある住宅地の中を巡回していた。ケネディ大統領狙撃から15分後の12時45分、ティピットは市内中心部に警官を集めるため、オーク・クリフの中心部まで車で急行するよう無線指令を受ける。12時54分、ティピットは指定の場所へ移動したことを無線報告した。この時間までに、ディーリー・プラザで大統領を狙撃した人物の人相が複数放送されていたが、その内容は細身の白人男性で、年は30代前半、背格好は身長5フィート10インチ (1.78 m)の体重約165ポンド (75 kg)というものだった。司法解剖結果によれば、リー・ハーヴィー・オズワルドは、細身の白人男性で24歳、身長は5フィート9インチ (1.75 m)、推定体重は150ポンド (68 kg)であった。
13時11分から14分頃、10号車のパトカーでゆっくりと東10番街を東へ走っていたティピットは、サウス・パットン・アヴェニューとの交差点からおよそ100フィート (30 m)の場所で、無線報告の人相書きによく似た人物を見つけて職務質問を行った。オズワルドはティピットの車の方へ歩いてきて、開いた三角窓越しに数語を交わしたようである。ティピットは車のドアを開けて車の前へ出たが、その瞬間オズワルドがハンドガンを引き抜いて、立て続けに4発速射した。ティピットは胸部と腹部に1発ずつ、そして右側頭部に1発を受けた（1発はボタンに当たったが皮膚までは通らなかった）。駆けつけた救急がすぐにメソジスト病院 (Methodist Hospital) へ搬送したが、13時25分にリチャード・A・リグオリ医師 (Dr. Richard A. Liguori) が死亡宣告した。
この直後、ハーディの靴屋 (Hardy's shoe store) の店長だったジョニー・ブルーワー (Johnny Brewer) は、パトカーがサイレンを鳴らしながら近くを通る中、不審な動きをするオズワルドの姿を目撃した。オズワルドはその後チケットも買わずにテキサス・シアターへ逃げ込んでいる。警察は劇場のレジ係から通報を受け、劇場を取り囲んだ。短時間の乱闘の後、オズワルドはこの劇場で逮捕された。

### 目撃者たちの証言
ウォーレン委員会報告書によれば、12人の人物がティピットの狙撃やその後の様子を目撃している。ドミンゴ・ベナビデスは、パトカーを止めたティピットが車の左扉側、別の男が車の右側に立っているところを目撃した。ベナビデスはその後、銃声を聞いてティピットが地面へくずおれる場面を目撃し、自分のピックアップトラックをティピットがいた場所の反対側に駐車した。彼は狙撃者が現場から逃げ去り、ついでに使い終わった薬莢を捨てていくのを見た。ベナビデスは狙撃者が立ち去るのをトラックの中で待ち、その後ティピットを助けに行った。その後、ティピットの運転していたパトカーにあった警察用無線を使って、彼が狙撃されたことを警察本部へ報告している。
ヘレン・マーカムも狙撃の現場と、その後銃を持った男性が現場を立ち去る姿を目撃している。マーカムは当日夕方に警察の面通しへ応じ、ティピットの殺害者はオズワルドだったと証言した。義理の姉妹だったバーバラ・デイヴィスとヴァージニア・デイヴィスも銃声を聞き、その後自分たちの家の芝生を抜けて行く男の姿を目撃したが、彼は弾倉を空にするかのようにリボルバーを揺すっていたという。その後、デイヴィス姉妹は現場の近くで薬莢2つを見つけ、これらを警察へ引き渡している。ふたりも当日夜に警察の面通しへ応じ、どちらもオズワルドを選んで目撃した男性だったと証言した。
タクシードライバーだったウィリアム・スコギンズは、ティピットのパトカーが歩道を歩く男性のそばに止まった時、自分はタクシーのそばに座っていたと証言した。スコギンズは3発の銃声を聞き、ティピットがくずおれるのを目撃した。スコギンズはタクシーの影にしゃがんで隠れたが、男はスコギンズから12フィート (3.7 m)のところを歩き去り、拳銃を手に持った状態で、「気の毒で馬鹿なサツ」（"poor dumb cop" ないし "poor damn cop"）と呟いていた。翌日スコギンズも面通しに呼ばれ、自分が見た拳銃の男はオズワルドだったと認めた。
ウォーレン委員会報告書には他にも数名の目撃者がいたと記録されているが、彼らは殺人そのものは目撃しておらず、殺害現場からテキサス・シアターまでの道で、オズワルドを目撃したという人たちであった。また目撃者たちにより、現場で4つの薬莢が見つかった。ウォーレン委員会報告書の前に、専門家の満場一致で、発見された薬莢はいずれもオズワルドの保持していた回転式拳銃から発射されたものとの証言が行われた。

### オズワルドの逮捕とその後の調査
逮捕から警察による尋問の間、オズワルドはティピット殺害に一切関与していないと述べていた。目撃者たちの証言、また逮捕時に所持していた銃の存在から、オズワルドは11月22日19時10分にティピット殺害容疑で正式に逮捕された。この日の内に、警察はオズワルドがケネディ大統領狙撃に関与しているのではないかと疑い始めた。翌23日の1時頃、オズワルドはケネディ大統領暗殺の疑いでも逮捕された。オズワルドはその後も、両件に関して自分は無実だと訴え続けた。11月24日の朝遅く、オズワルドはダラス市警察本部からダラス郡刑務所に移されることになったが、警察本部の地下駐車場で、同市のナイトクラブオーナーだったジャック・ルビーに射殺された。オズワルドの移送目当てに多くのメディアが詰めかけており、射殺の瞬間はアメリカ合衆国とカナダに生放送されてしまった。
オズワルドが両件で訴追される前に射殺されたことから、大統領に昇格したリンドン・ジョンソンは、事件に纏わる謎を解明するため、上下両院議員と長老政治家たちからなる委員会に、ケネディ大統領・ティピット巡査・オズワルドの死に関して調査するよう依頼した。ジョンソン大統領はまた、ルビーによるオズワルド射殺の後に湧き上がった陰謀論を収めてくれることも期待していたという。この委員会は、委員長となった合衆国最高裁判所長官のアール・ウォーレンからウォーレン委員会と呼ばれたが、10か月に渡って殺人事件の捜査と目撃者からの聞き取りを行った。オズワルドの死から10か月後の1964年9月24日、ウォーレン委員会は888ページの報告書を発表し、事件の影に陰謀は存在せず、オズワルドが単独犯でケネディとティピットを殺害したと結論付けた。同報告書では、オズワルドを殺害したジャック・ルビーについても単独犯だったと結論付けている。
1979年、アメリカ合衆国下院暗殺調査特別委員会は次のような報告書を発表した。

### 陰謀説
ティピット殺しはケネディ大統領暗殺に関係した陰謀の一部であると主張する陰謀論者もいる。彼らはふたつの殺人事件が偶然に起きたにしては連続しすぎていると考えており、公式見解に異を唱えてティピット殺しをケネディ暗殺解決の「ロゼッタ・ストーン」と呼ぶ者もいる。物理学的証拠や目撃者の証言は状況を説明し得ないとして、オズワルドがティピットを射殺したこと自体に疑いの目を向ける批評家も存在する。またティピット自身が共謀者であり、組織犯罪者か右翼政治家から、他の暗殺者たちに捜査の手が及ばないようにオズワルドを殺害する任務を与えられたのだと主張する者さえいる。

## 死後

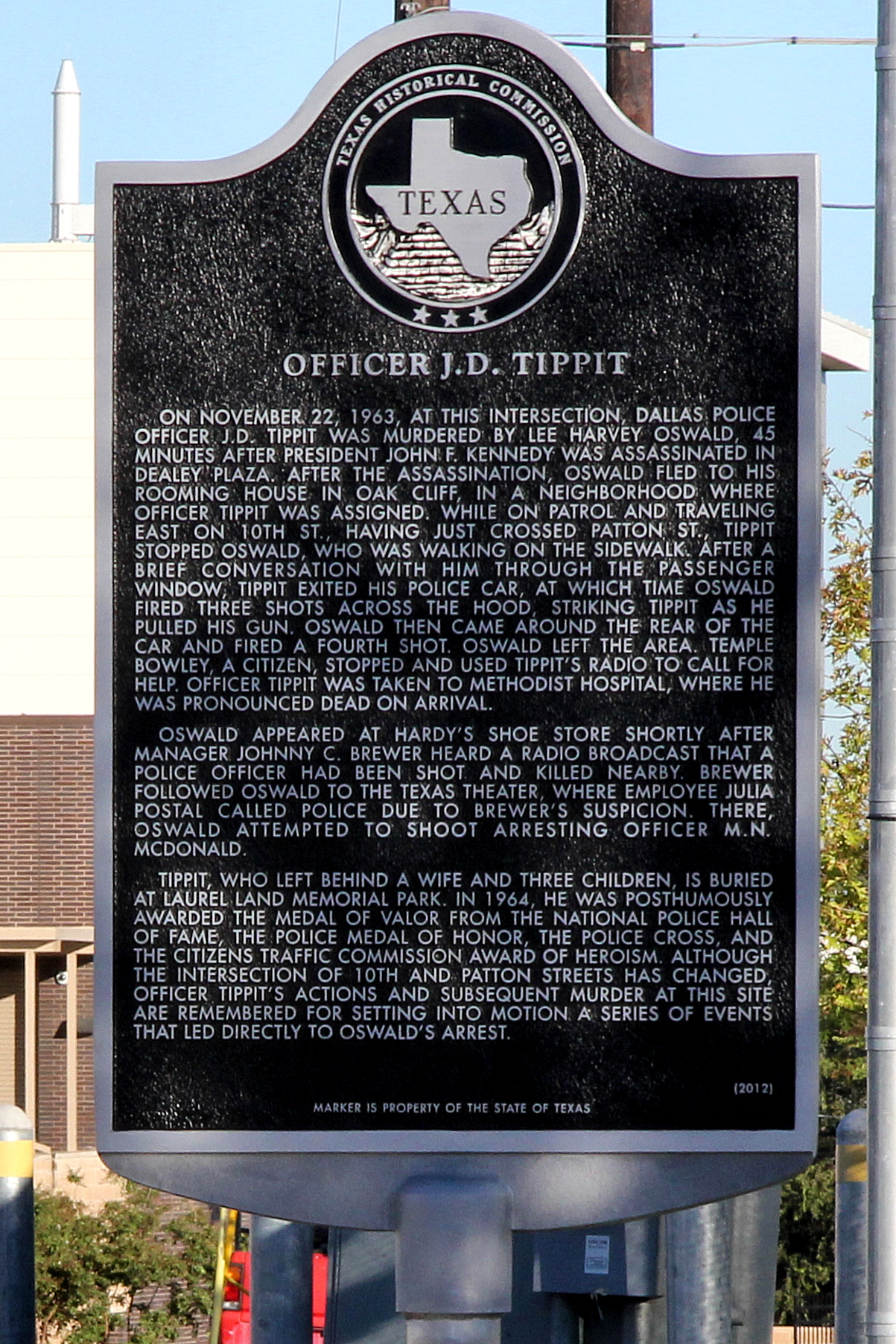
東10番街とサウス・パットン・アヴェニューの交差点にあるテキサス州の歴史記念碑、ダラス

ケネディ大統領暗殺ならびにティピットが殉職したその日の夜、アメリカ合衆国司法長官のロバート・ケネディ（ケネディ大統領の実弟）と新大統領に昇格したリンドン・ジョンソンは、ティピットの未亡人となったマリーにお悔やみの電話を掛けている。夫の暗殺で同じく未亡人となったジャクリーン・ケネディも手紙を書き、互いが共有する悲しみの絆を表現した。残された一家の苦境は国中に伝わり、総額647,579ドル（2023年時点の$6,444,819と同等）もの寄付が寄せられた。ダラスのビジネスマン、エイブラハム・ザプルーダーも多額の寄付を寄せたひとりで、彼はザプルーダー・フィルムを『ライフ』誌に売却した報酬から、ティピットの妻に25,000ドル（2023年時点の$248,804と同等）を寄付している。
ティピットの葬儀は1963年11月25日にベックリー・ヒルズ・バプテスト教会 (The Beckley Hills Baptist Church) で執り行われ、遺体はダラスにあるローレル・ランド記念公園 (Laurel Land Memorial Park) に葬られた。ケネディ大統領、またオズワルドの葬儀も同じ日に行われている。
1964年1月、アメリカ警察殿堂博物館から死後追贈という形で勇気のメダル (The Medal of Valor) が贈られ、他にも警察名誉勲章 (Police Medal of Honor) 、警察十字章 (Police Cross) 、ダラス市の市民運輸委員会英雄賞 (The Citizens Traffic Commission Award of Heroism) も与えられた。2012年11月20日には、ティピットが銃殺された場所に、州の歴史記念碑が建てられた。
ティピットの未亡人となったマリー・フランシスは、1967年1月にダラス警察の警部補だったハリー・ディーン・トーマス (Harry Dean Thomas) と再婚した。この結婚はトーマスが1982年に亡くなるまで続いた。その後再び未亡人となった彼女はカール・フリンナー (Carl Flinner) と再婚したが離婚しており、現在はティピット姓に戻っているという。

### 映像作品にて
1991年の映画『JFK』ではプライス・カーソン (Price Carson)、1992年の映画『ジャック・ルビー』ではデイヴィッド・ドゥカヴニーがそれぞれティピットを演じた。2013年のテレビ映画『ケネディ大統領を殺した男』ではマット・ミカウ (Matt Micou) がティピット役を演じた。